# ماريا فرانسيسكا من سافوي
ماريا فرانسيسكا من سافوي (بالفرنسية: Marie Françoise Élisabeth de Savoie)‏ (21 يونيو 1646 - 27 ديسمبر 1683) كانت ملكة البرتغال القرينة لمرتين لملكين من ملوك البرتغال، أصبحت لأول مرة ملكة البرتغال بـ سن الـ 20 في يوم زواجها من أفونسو السادس، ادعت أن زوجها لم يدخل أبداً عليها منذ الزواج، مما سهل عليها الحصول على الفسخ، وفي 28 مارس 1668 تزوجت شقيق أفونسو إنفانتي بيدرو، دوق باجة الذي عُين الوصي في نفس العام بسبب عدم الكفاءة أفونسو السادس، وأصبحت ماريا فرانسيسكا ملكة البرتغال للمرة الثانية عندما وصل بيدرو إلى العرش بعد وفاة شقيقه في 1683، ومع ذلك توفيت في وقت لاحق من نفس العام.

## الأسرة
ولدت ماريا فرانسيسكا في باريس كابنة شارل أميدي دوق نيمور وإليزابيث دي بوربون، بحيث تعتبر حفيدة هنري الرابع ملك فرنسا وعشيقته غابرييل دي إستري.

## الزواج

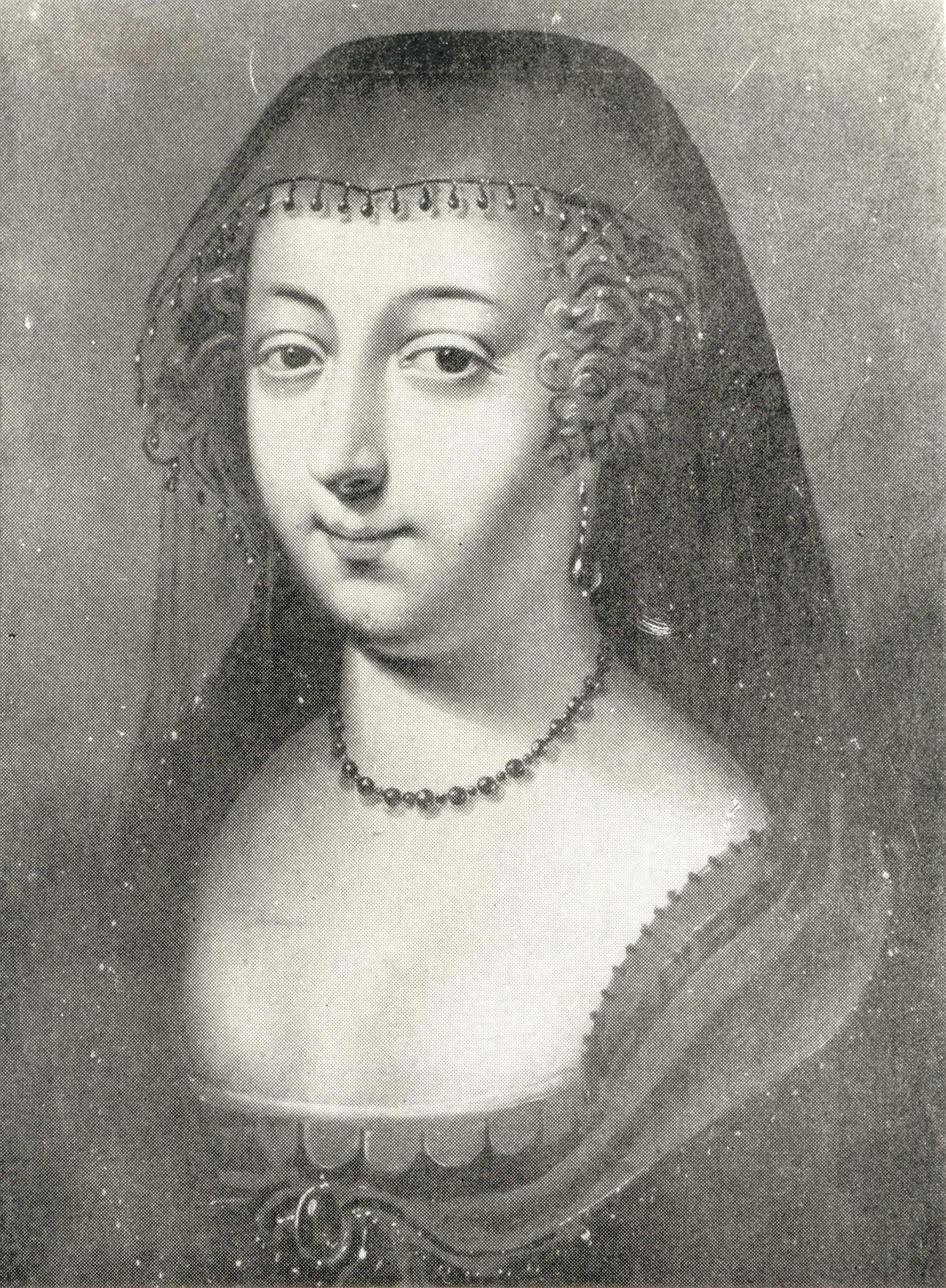
ماريا فرانسيكا من سافوا-نيمور.

### الزواج الأول
كانت البرتغال بـ حاجة لدعم ضد العدو المشترك إسبانيا بينها وبين فرنسا، ملك فرنسا لويس الرابع عشر رتب الزواج بين ماريا فرانسيسكا التي تعتبر عضو مهم في نبل الفرنسي باعتباره ابنة عم الملك، والملك البرتغالي الجديد أفونسو السادس شاب المريض مشلولًا على جانبه الأيسر ومختل عقلياً.
غادرت ماريا من لا روشيل، وعند وصولها إلى البرتغال أصبحت تعرف باسم (ماريا فرانسيسكا إيزابيل دي سابويا)،  وجرت مراسيم الزواج بينها وبين الملك أفونسو في 2 أغسطس 1666  وسرعان ما تدخلت في السياسة بحيث كانت مشاركته الأولى هي أنقلاب الذي أنهت حكومة لويس دي فاسكونسيلوس وسوزا ،  كونت كاستيلو ملهور الثالث بالتعاون مع ابن حماها انفانتي بيدرو.
كما أن حروب ترميم ما زالت مستمرة وأيضا بسبب عجز الملك أفونسو السادس الذي أصبح يهيمن علي أعضاء الطموحين من طبقة النبلاء، بدأت الملكة علاقة غرامية مع ابن خماها بيدرو،  الملكة ماريا فرانسيسكا وانفانتي بيدرو أصبحوا راعون لثورة التي أُجبرت الملك على التنازل عن العرش والموافقة على نفيه إلي تيرسيرا في جزر الأزور، وبعد ستة عشر شهراً من الزواج تم إلغائه.

### الزواج الثاني
بعد أشهر من فسخ الزواج، تزوجت ماريا فرانسيسكا من انفانتي بيدرو أخيراً، والآن أصبح الأمير وصي العرش للبرتغال،  وفي عام 1669 انجبت له ابنته الوحيدة إيزابيل لويزا جوزيفا من البرتغال، أميرة بيرا، كانت سلالة براغانزا على شفا الأنقراض، وبيدرو أصبح بـ حاجة إلى وريث، ولكن ماريا فرانسيسكا كانت غير قادرة على أنجاب المزيد من الأبناء.
عندما توفي أفونسو في 1683، بيدرو خلفه في منصب تحت مسمى بيدرو الثاني وأصبحت ماريا فرانسيسكا ملكة مرة أخرى لكنها توفيت في ديسمبر من العام نفسه، ابنة ماريا فرانسيسكا الوحيدة انفانتا إيزابيل لويزا توفيت غير متزوجة بـ سن 22، بيدرو تزوج مرة أخرى من ماريا صوفيا من نيوبورغ-بالاتينات التي أنجبت له الوريث أخيراً في مستقبل جواو الخامس ملك البرتغال.